# IV-divisioona 2017
La IV-divisioona 2017 è stata la 4ª edizione del campionato finlandese di football americano di quinto livello (giocato a 7 giocatori), organizzato dalla SAJL.

## Squadre partecipanti
| Club                     | Città     | Stadio | Sponsor ufficiale | Risultato nella stagione 2016 |
| ------------------------ | --------- | ------ | ----------------- | ----------------------------- |
| Helsinki Giants          | Helsinki  |        |                   |                               |
| Helsinki Wolverines Pink | Helsinki  |        |                   |                               |
| Jyväskylä Pirates        | Jyväskylä |        |                   |                               |
| Malmi Blaze              | Helsinki  |        |                   |                               |
| Puuppola Buccaneers      | Jyväskylä |        |                   |                               |
| Tampere Angels           | Tampere   |        |                   |                               |
| Vaasa Vikings            | Vaasa     |        |                   |                               |

## Stagione regolare

### Calendario

#### 1ª giornata
| Espoo 14 maggio 2017 | Helsinki Wolverines Pink | 28 – 20 | Jyväskylä Pirates | Keski-Espoon Urheilupuisto |

| 14 maggio 2017 | Jyväskylä Pirates | 0 – 44 | Vaasa Vikings |  |

| Vaasa 14 maggio 2017 | Vaasa Vikings | 28 – 6 | Helsinki Wolverines Pink | Palosaaren kenttä |

#### 2ª giornata
| Vaasa 20 maggio 2017 | Vaasa Vikings | 24 – 8 | Tampere Angels |  |

| Vaasa 20 maggio 2017 | Puuppola Buccaneers | 0 – 30 (d.g.s.) | Tampere Angels |  |

| Vaasa 20 maggio 2017 | Puuppola Buccaneers | 0 – 30 (d.g.s.) | Vaasa Vikings |  |

#### 3ª giornata
| Tampere 17 giugno 2017 | Tampere Angels | 18 – 38 | Helsinki Wolverines Pink | Pyynikin urheilukenttä |

#### 4ª giornata
| Helsinki 15 luglio 2017 | Helsinki Giants | 30 – 0 (d.g.s.) | Puuppola Buccaneers | Velodromo di Helsinki |

| Helsinki 15 luglio 2017 | Puuppola Buccaneers | 0 – 30 (d.g.s.) | Jyväskylä Pirates | Velodromo di Helsinki |

| Helsinki 15 luglio 2017 | Jyväskylä Pirates | 6 – 38 | Helsinki Giants | Velodromo di Helsinki |

#### 5ª giornata
| Lahti 29 luglio 2017, ore 14:30 | Malmi Blaze | 34 – 36 | Helsinki Giants | Lahden kisapuisto |

| Lahti 29 luglio 2017, ore 16:15 | Helsinki Giants | 22 – 6 | Vaasa Vikings | Lahden kisapuisto |

| Lahti 29 luglio 2017, ore 18:00 | Vaasa Vikings | 30 – 22 | Malmi Blaze | Lahden kisapuisto |

#### Recuperi 1
| Helsinki 6 agosto 2017, ore 18:30 | Helsinki Wolverines Pink | 0 – 24 | Helsinki Giants | Velodromo di Helsinki |

#### 6ª giornata
| Jyväskylä 13 agosto 2017 | Jyväskylä Pirates | 28 – 22 | Tampere Angels | Palokan tekonurmi |

| Jyväskylä 13 agosto 2017 | Tampere Angels | 6 – 36 | Malmi Blaze | Palokan tekonurmi |

| Jyväskylä 13 agosto 2017 | Malmi Blaze | 36 – 14 | Jyväskylä Pirates | Palokan tekonurmi |

#### 7ª giornata
| Jyväskylä 19 agosto 2017 | Puuppola Buccaneers | 0 – 30 (d.g.s.) | Malmi Blaze | Säynätsalon kenttä |

| Vantaa 19 agosto 2017, ore 13:00 | Malmi Blaze | 28 – 40 | Helsinki Wolverines Pink | Legirus Arena |

| Jyväskylä 19 agosto 2017 | Helsinki Wolverines Pink | 30 – 0 (d.g.s.) | Puuppola Buccaneers | Säynätsalon kenttä |

#### Recuperi 2
| Tampere 20 agosto 2017, ore 12:00 | Helsinki Giants | 40 – 2 | Tampere Angels | Pyynikin urheilukenttä |

### Classifica
La classifica della regular season è la seguente:
- PCT = percentuale di vittorie, G = partite giocate, V = partite vinte,  P = partite perse, PF = punti fatti, PS = punti subiti

| Pos. | Squadra                  | PCT   | G | V | N | P | PF  | PS  |
| ---- | ------------------------ | ----- | - | - | - | - | --- | --- |
| 1    | Helsinki Giants          | 1.000 | 6 | 6 | 0 | 0 | 190 | 48  |
| 2    | Vaasa Vikings            | .833  | 6 | 5 | 0 | 1 | 162 | 58  |
| 3    | Helsinki Wolverines Pink | .667  | 6 | 4 | 0 | 2 | 142 | 118 |
| 4    | Malmi Blaze              | .500  | 6 | 3 | 0 | 3 | 186 | 126 |
| 5    | Jyväskylä Pirates        | .333  | 6 | 2 | 0 | 4 | 98  | 168 |
| 6    | Tampere Angels           | .167  | 6 | 1 | 0 | 5 | 86  | 166 |
| 7    | Puuppola Buccaneers      | .000  | 6 | 0 | 0 | 6 | 0   | 180 |

## Playoff

### Tabellone
|  | Semifinali | Semifinali               | Semifinali |               |    | V Äijämalja     | V Äijämalja              | V Äijämalja     |  |
|  |            |                          |            |               |    |                 |                          |                 |  |
|  | 1          | Helsinki Giants          | 24         |               |    |                 |                          |                 |  |
|  | 1          | Helsinki Giants          | 24         |               |    |                 |                          |                 |  |
|  | 4          | Malmi Blaze              | 20         |               |    |                 |                          |                 |  |
|  | 4          | Malmi Blaze              | 20         |               | 1  | Helsinki Giants | 8                        |                 |  |
|  |            |                          |            |               | 1  | Helsinki Giants | 8                        |                 |  |
|  |            |                          | 2          | Vaasa Vikings | 12 |                 |                          |                 |  |
|  | 2          | Vaasa Vikings            | 2          | Vaasa Vikings | 12 | 20              |                          |                 |  |
|  | 2          | Vaasa Vikings            |            |               |    | 20              |                          |                 |  |
|  | 3          | Helsinki Wolverines Pink | 0          |               |    | Finale 3º posto | Finale 3º posto          | Finale 3º posto |  |
|  | 3          | Helsinki Wolverines Pink | 0          |               |    |                 |                          |                 |  |
|  |            |                          |            |               |    |                 |                          |                 |  |
|  |            |                          |            |               |    | 4               | Malmi Blaze              | 18              |  |
|  |            |                          |            |               |    | 4               | Malmi Blaze              | 18              |  |
|  |            |                          |            |               |    | 3               | Helsinki Wolverines Pink | 38              |  |

### Semifinali
| Lahti 2 settembre 2017, ore 13:30 | Helsinki Giants | 24 – 20 | Malmi Blaze | Mukkulan tekonurmi |

| Lahti 2 settembre 2017, ore 15:15 | Vaasa Vikings | 20 – 0 | Helsinki Wolverines Pink | Mukkulan tekonurmi |

### Finale 3º - 4º posto
| Lahti 2 settembre 2017, ore 17:00 | Helsinki Wolverines Pink | 38 – 18 | Malmi Blaze | Mukkulan tekonurmi |

### V Äijämalja
| Lahti 2 settembre 2017, ore 18:45 | Vaasa Vikings | 12 – 8 | Helsinki Giants | Mukkulan tekonurmi |

## Verdetti
- Vaasa Vikings Vincitori dell'Äijämalja 2017